# Tyler Honeycutt
Tyler Deon Honeycutt (Sylmar, 15 luglio 1990 – Sherman Oaks, 7 luglio 2018) è stato un cestista statunitense.

## College
Dopo aver frequentato la Sylmar High School, Honeycutt va a giocare negli UCLA Bruins, con i quali rimane per due stagioni, chiuse con medie complessive di 10,3 punti, 6,9 rimbalzi, 2,8 assist, 1,2 palle recuperate e 1,7 stoppate.

## NBA
Dopo la seconda stagione al college si dichiara eleggibile per il Draft NBA 2011, e viene selezionato dai Sacramento Kings con la trentacinquesima scelta assoluta. Fatica tuttavia ad ambientarsi nell'NBA, e per questo motivo il 1º gennaio 2012 (il giorno dopo il suo esordio in campionato) viene mandato a giocare nei Reno Bighorns, formazione della NBDL affiliata ai Kings, nella quale rimane fino al 24 gennaio, quando viene richiamato dalla formazione californiana, nel cui roster rimane fino alla fine della stagione regolare. Viene riconfermato nel roster dei Kings anche per la stagione successiva, nella quale segna un totale di otto punti in nove partite giocate; il 21 febbraio 2013 viene ceduto insieme a Thomas Robinson e Francisco García agli Houston Rockets, con i Kings che in cambio ottengono l'ala Patrick Patterson, il centro Cole Aldrich ed il playmaker Toney Douglas. Dopo essere stato assegnato ai Rio Grande Valley Vipers, franchigia NBDL affiliata ai Rockets, con cui ha giocato due partite, il 5 marzo 2013 viene tagliato per far spazio nel roster ad Aaron Brooks. Pochi giorni più tardi firma un nuovo contratto fino a fine stagione con i Vipers, con i quali disputa complessivamente 8 partite.

## Europa
Dal 2013 al 2014 gioca negli israeliani dell'Ironi Nes Ziona, neopromossi nella massima serie israeliana. Nella stagione 2014-15 si accasa ai russi del Chimki.

## Morte
Il 7 luglio 2018 la madre di Tyler Honeycutt ha chiamato la polizia per via del suo comportamento anomalo; dopo l'arrivo della polizia sotto casa sua a Sherman Oaks,Tyler aveva in mano una pistola e si era barricato in casa aprendo poi il fuoco sugli agenti. Quando gli agenti hanno fatto irruzione nella casa, hanno trovato Honeycutt morto in quello che probabilmente è stato un suicidio con la sua arma da fuoco. La madre ha poi detto alla polizia che Tyler fece uso di protossido di azoto causandogli danni al cervello, e che suo figlio non mangiava né dormiva da diversi giorni, aveva le allucinazioni e le aveva fatto cadere il telefono dalle mani quando aveva cercato di chiamare aiuto.
Il suo ex allenatore Bort Escoto, che lo ha allenato per quattro anni alla Sylmar High School, ha detto che "era un ragazzo fantastico da avere intorno, ma aveva qualche problema in Russia perché non conosceva la lingua e l'ambiente circostante", concludendo che praticamente aveva difficoltà con l'adattamento.

## Statistiche

### College
| Anno      | Squadra     | PG | PT | MP   | TC%  | 3P%  | TL%  | RP  | AP  | PRP | SP  | PP   |
| --------- | ----------- | -- | -- | ---- | ---- | ---- | ---- | --- | --- | --- | --- | ---- |
| 2009-2010 | UCLA Bruins | 26 | 18 | 27,7 | 49,6 | 34,5 | 60,0 | 6,5 | 2,7 | 1,5 | 1,2 | 7,2  |
| 2010-2011 | UCLA Bruins | 33 | 33 | 35,0 | 40,6 | 36,2 | 73,6 | 7,2 | 2,8 | 0,9 | 2,0 | 12,8 |
| Carriera  | Carriera    | 59 | 51 | 31,7 | 43,1 | 35,9 | 68,4 | 6,9 | 2,8 | 1,2 | 1,7 | 10,3 |

### NBA

#### Regular season
| Anno      | Squadra          | PG | PT | MP  | TC%  | 3P%  | TL%  | RP  | AP  | PRP | SP  | PP  |
| --------- | ---------------- | -- | -- | --- | ---- | ---- | ---- | --- | --- | --- | --- | --- |
| 2011-2012 | Sacramento Kings | 15 | 0  | 5,9 | 33,3 | 33,3 | 60,0 | 0,9 | 0,5 | 0,3 | 0,2 | 1,3 |
| 2012-2013 | Sacramento Kings | 9  | 0  | 3,6 | 27,3 | 0,0  | 0,0  | 1,1 | 0,2 | 0,0 | 0,1 | 0,9 |
| Carriera  | Carriera         | 24 | 0  | 5   | 31,4 | 20,0 | 71,4 | 1,0 | 0,4 | 0,2 | 0,2 | 1,2 |

## Palmarès
- All-Pac-10 first team (2011)
- Campione NBA D-League (2013)
- Eurocup: 1

Chimki: 2014-2015